# NGC 6224
NGC 6224 is een elliptisch sterrenstelsel in het sterrenbeeld Hercules. Het hemelobject werd op 15 juni 1887 ontdekt door de Amerikaanse astronoom Lewis A. Swift.

## Synoniemen
- UGC 10555
- MCG 1-43-2
- ZWG 53.10
- PGC 59017